# The Savage Seven
The Savage Seven je soundtrack ke stejnojmennému filmu, na kterém se podíleli Iron Butterfly, Cream a Barbara Kelly & the Morning Good.

## Seznam skladeb
1. Anyone for Tennis (Cream) - 2:39
2. Desert Ride (Cream) - 1:23
3. Maris' Theme (Kelly, Morning Good) - 2:27
4. Shacktown Revenge (Kelly, Morning Good) - 1:56
5. Medal (Kelly, Morning Good) - 1:36
6. Here Comes the Fuzz (Kelly, Morning Good)
7. Iron Butterfly Theme (Iron Butterfly) - 4:32
8. Unconscious Power (Iron Butterfly) - 2:30
9. Everyone Should Own a Dream (Iron Butterfly) - 2:23
10. Deal (Iron Butterfly) - 1:43
11. Desert Love (Iron Butterfly) - 1:47
12. Ballad of the Savage Seven (Kelly, Morning Good) - 2:35
13. Maria's Theme (Kelly, Morning Good) - 2:08
14. Savage Struggle (Kelly, Morning Good) - 2:24